# Нокаті-Бей (Аляска)
Нокаті-Бей (англ. Naukati Bay) — поселення (англ. census-designated place, CDP) на західному узбережжі острова Принца Уельського. Адміністративно входить до складу неорганізованого боро штату Аляска (США). Населення — 142 особи (2020).

## Географія
Нокаті-Бей розташоване на західному узбережжі острова Принца Уельського, на північ від міста Клавок, за координатами 55°52′38″ пн. ш. 133°12′12″ зх. д. / 55.87722° пн. ш. 133.20333° зх. д. (55.877257, -133.203423). Поселення включено до зони перепису населення Принца Уельського — Гайдеру. За даними Бюро перепису населення США в 2010 році місцевість мала площу 13,18 км², з яких 12,41 км² — суходіл та 0,78 км² — водойми.

## Демографія
Згідно з переписом 2010 року, у переписній місцевості мешкало 113 осіб у 49 домогосподарствах у складі 26 родин. Густота населення становила 9 осіб/км².  Було 60 помешкань (5/км²).
Расовий склад населення:
| - 87,6 % — білих - 6,2 % — корінних американців - 0,9 % — азіатів |

До двох чи більше рас належало 5,3 %. Частка іспаномовних становила 0,0 % від усіх жителів.
За віковим діапазоном населення розподілялося таким чином: 23,0 % — особи молодші 18 років, 62,8 % — особи у віці 18—64 років, 14,2 % — особи у віці 65 років та старші. Медіана віку мешканця становила 43,3 року. На 100 осіб жіночої статі у переписній місцевості припадало 121,6 чоловіків;  на 100 жінок у віці від 18 років та старших — 163,6 чоловіків також старших 18 років.
Цивільне працевлаштоване населення становило 14 осіб. Основні галузі зайнятості: сільське господарство, лісництво, риболовля — 64,3 %, будівництво — 35,7 %.